# Iglesia de la Asunción de Santa María (Haczów)
La Iglesia de la Asunción de Santa María en Haczów es una iglesia  gótica, de madera, situada en el pueblo de Haczów desde el siglo XV, que junto con diferentes iglesias fue designada en 2003 por la UNESCO patrimonio de la Humanidad como parte de las «Iglesias de madera del sur de la Pequeña Polonia»  (ref. 1053.004).
La iglesia de Haczów es la iglesia gótica de madera más grande de Europa,  y al mismo tiempo una de las iglesias con estructura de madera más antiguas de Polonia.

## Historia
La iglesia de madera de Haczów se construyó a partir de un armazón de madera, levantado después de 1459, y se amplió en 1624 con la construcción de la torre de  tajamares de 25 metros, construida fuera de la iglesia, rematada con una cúpula, o arcada baja de madera alrededor de la iglesia sostenida por pilares, la creación de ventanas en la nave y la construcción de un baluarte de tierra entre 1784 y 1789, época en la que también se amplió la sacristía, construcción de un nuevo soboty. El interior de la iglesia está decorado con una policromía de 1494  y que probablemente es la policromía más antigua de su tipo en Europa, que representa la colección de pinturas representativas más antigua de Polonia y que posteriormente fue ampliada en 1864.